# Arycanda commixta
Arycanda commixta är en fjärilsart som beskrevs av W. Warren 1906. Arycanda commixta ingår i släktet Arycanda och familjen mätare. Inga underarter finns listade i Catalogue of Life.